# آسیاب گلشن
آسیاب گلشن مربوط به دوره قاجار است و در شهرستان استهبان، بخش مرکزی، شمال شهر ایج، داخل تنگه گل آقا، منطقه باغهای بنو، باغ آقای هاشم نظری واقع شده و این اثر در تاریخ ۲۷ بهمن ۱۳۸۷ با شمارهٔ ثبت ۲۴۷۲۵ به‌عنوان یکی از آثار ملی ایران به ثبت رسیده است.